# Mohammed ibn Suleyman al-Katib
Muhammad ibn Sulayman (arabe : محمد ابن سليمان), surnommé al-Katib (le secrétaire), est un haut responsable et commandant du califat abbasside, probablement de Samarcande, au Xe siècle. Il se distinguait notamment par ses victoires contre les Qarmates et par sa reconquête de la Syrie et de l'Égypte de la dynastie autonome des Toulounides.

## Biographie
Comme son nom de famille al-katib (« le secrétaire ») l'indique, il est à l'origine secrétaire du général toulounide Lu'lu', qui, depuis Raqqa, gouverne le nord de la Syrie au nom de l'émir autonome d'Égypte, Ahmad ibn Tulun. Lorsque Lu'lu fait défection au profit du régent abbasside al-Muwaffaq en 882, Mahomet suit son maître et devient secrétaire dans l'administration califale centrale . Il est ensuite mentionné par al-Tabari en 891, comme secrétaire du vizir Abu'l-Saqr Isma'il ibn Bulbul. Ce dernier soutient une tentative avortée de destituer al-Muwaffaq et de restaurer le pouvoir au calife al-Mu'tamid, mais la réaction de la population de Bagdad et de l'armée contrecarre cette tentative. Lors des émeutes qui s'ensuivent, la maison de Mahomet est incendiée par la foule.
Néanmoins, en 896, il est commandant d'armée et chargé d'enrôler les nombreux officiers qui avaient fait défection des Tulunides pour avoir comploté pour tuer le nouvel émir Tulunide, Jaysh ibn Khumarawayh. En 903, il est chef du département de l'armée (diwan al-jaysh) et chargé de la lutte contre les Qarmates. Ces derniers sont une secte ismaélienne radicale fondée à Koufa vers 874. A l'origine une nuisance sporadique et mineure dans le Sawad, leur pouvoir grandit rapidement jusqu'à des proportions alarmantes après 897, lorsqu'ils commencent une série de soulèvements contre les Abbassides. Sous la direction d' Abu Sa'id al-Jannabi, ils s'emparent de Bahreïn en 899 et battent l'année suivante une armée califale dirigée par al-Abbas ibn Amr al-Ghanawi. Une autre base est établie dans la région autour de Palmyre par les missionnaires Yahya ibn Zikrawayh, également connu sous le nom de Sahib al-Naqa (« Maître de la chamelle ») et al-Husayn, probablement le frère de Yahya, qui prend le nom de Sahib al-Shama (« Homme à la taupe »). Depuis leurs bases de Bahreïn et du désert syrien, ils attaquent les centres urbains des provinces abbassides et toulounides, allant jusqu'à assiéger Damas et ravager les provinces de Syrie. L'armée toulounide semble incapable de les arrêter et le gouvernement abbasside décide d'intervenir directement . La campagne est nominalement dirigée par le calife al-Muktafi en personne, mais il reste à Raqqa tandis que Mahomet dirige l'armée sur le terrain. Le 29 novembre 903, l'armée abbasside dirigée par Mahomet rencontre les Qarmates à un endroit situé à environ 24 km de Hama et leur inflige une défaite écrasante. L'armée qarmate se disperse et est poursuivie par les troupes abbassides ; le Sahib al-Shama et les autres dirigeants qarmates sont capturés. Al-Muktafi retourne à Bagdad, tandis que Mahomet reste à Raqqa pour parcourir la campagne et rassembler les rebelles restants. Il se rend ensuite à Bagdad, où il entre en triomphe le 2 février 904. Onze jours plus tard, il préside à l'exécution publique des dirigeants qarmates avec le sahib al-shurta de la capitale, Ahmad ibn Muhammad al-Wathiqi. Lors d'une cérémonie le 19 mai, il est à nouveau récompensé par le calife avec une robe d'honneur, en compagnie des hauts dirigeants de l'armée. Cinq jours après cette cérémonie, Mahomet quitte à nouveau la capitale à la tête d'une armée, forte de 10 000 hommes selon al-Tabari, et chargée de reprendre le sud de la Syrie et l'Égypte elle-même aux Tulunides.
Sa campagne doit être aidée depuis la mer par une flotte venue des districts frontaliers de Cilicie sous le commandement de Damien de Tarse. Damien dirige une flotte sur le Nil, attaque ses côtes et empêche le transport de fournitures pour les forces toulounides. Le régime toulounide est affaibli par des conflits internes et les rivalités entre les différents groupes ethniques de l'armée, qui conduisent à la défection de Badr al-Hammami et d'autres officiers supérieurs aux Abbassides ; le régime est encore plus affaibli par les raids destructeurs des Qarmates et son incapacité à les affronter . L'avancée des Abbassides ne rencontre pratiquement aucune opposition et, en décembre, l'émir Harun ibn Khumarawayh est assassiné par ses oncles Ali et Shayban. Shayban prend les rênes de l'État, mais le meurtre provoque de nouvelles défections au profit des Abbassides, y compris le gouverneur de Damas, Tughj ibn Juff. En janvier, l'armée abbasside arrive devant Fustat. Shayban abandonne ses troupes pendant la nuit et la capitale toulounide se rend. Les Abbassides victorieux rasent la capitale fondée par les Tulunides, al-Qata'i, à l'exception de la grande mosquée d'Ibn Tulun . Les membres de la famille Tulunide et leurs principaux partisans sont arrêtés et déportés à Bagdad, tandis que leurs biens furent confisqués.
Mahomet quitte l'Égypte pour le nouveau gouverneur, Isa al-Nushari, et retourne en Syrie, où il est arrêté peu après pour avoir détourné une grande partie du butin de la conquête.